# Букин (Караш-Северин)
Букин (рум. Buchin) насеље је у Румунији у округу Караш-Северин у општини Букин. Oпштина се налази на надморској висини од 224 m.

## Прошлост
Аустријски царски ревизор Ерлер је 1774. године констатовао да место припада Тамишком округу, Карансебешког дистрикта. Становништво је било претежно влашко.

## Становништво
Према подацима из 2002. године у насељу је живело 2147 становника.

### Попис2002.
| Расподела становништва по националности 2002.‍ | Расподела становништва по националности 2002.‍ | Расподела становништва по националности 2002.‍ | Расподела становништва по националности 2002.‍ | Расподела становништва по националности 2002.‍ |
| --------------------------------------------- | --------------------------------------------- | --------------------------------------------- | --------------------------------------------- | --------------------------------------------- |
|                                               |                                               |                                               |                                               |                                               |
| Румуни                                        | Румуни                                        |                                               | 2.123                                         | 99,0%                                         |
| Мађари                                        | Мађари                                        |                                               | 3                                             | 0,1%                                          |
| Роми                                          | Роми                                          |                                               | 12                                            | 0,6%                                          |
| Украјинци                                     | Украјинци                                     |                                               | 4                                             | 0,2%                                          |
| Немци                                         | Немци                                         |                                               | 3                                             | 0,1%                                          |

### Хронологија
| Година       | 1992 | 1993 | 1994 | 1995 | 1996 | 1997 | 1998 | 1999 | 2000 | 2001 | 2002 | 2003 | 2004 | 2005 | 2006 | 2007 | 2008 | 2009 | 2010 | 2011 | 2012 | 2013 | 2014 | 2015 | 2016 | 2017 |
| ------------ | ---- | ---- | ---- | ---- | ---- | ---- | ---- | ---- | ---- | ---- | ---- | ---- | ---- | ---- | ---- | ---- | ---- | ---- | ---- | ---- | ---- | ---- | ---- | ---- | ---- | ---- |
| Становништво | 2070 | 2051 | 2004 | 1977 | 1971 | 1980 | 1960 | 1925 | 1929 | 1953 | 1967 | 1993 | 2038 | 2034 | 2042 | 2085 | 2127 | 2118 | 2126 | 2119 | 2103 | 2084 | 2056 | 2044 | 2058 | 2052 |